# Park Chong-Hak
Park Chong-Hak es un deportista surcoreano que compitió en judo. Ganó una medalla de oro en el Campeonato Mundial de Judo de 1981 y una medalla de plata en el Campeonato Asiático de Judo de 1981.

## Palmarés internacional
| Campeonato Mundial  | Campeonato Mundial        | Campeonato Mundial | Campeonato Mundial |
| Año                 | Lugar                     | Medalla            | Categoría          |
| ------------------- | ------------------------- | ------------------ | ------------------ |
| 1981                | Maastricht (Países Bajos) | Medalla de oro     | –71 kg             |
| Campeonato Asiático |                           |                    |                    |
| Año                 | Lugar                     | Medalla            | Categoría          |
| 1981                | Yakarta (Indonesia)       | Medalla de plata   | –71 kg             |